# Уйварі Ельвіра Павлівна
Ельвіра Павлівна Уйварі (нар. 7 червня 1958, місто Свалява Свалявського району Закарпатської області) — українська радянська діячка, оббивальниця меблів Свалявського лісокомбінату Свалявського району Закарпатської області. Депутат Верховної Ради УРСР 11-го скликання.

## Біографія
Освіта середня.
З 1975 року — оббивальниця меблів Свалявського лісокомбінату Свалявського району Закарпатської області.
Потім — на пенсії в місті Свалява Свалявського району Закарпатської області.

## Нагороди
- ордени
- медалі